# Алексис Киви
Алексис Стенвал (на фински: Aleksis Stenvall) е финландски драматург и писател на произведения в жанра драма. Пише под псевдонима Алексис Киви (Aleksis Kivi).

## Биография и творчество
Роден е на 10 октомври 1834 г. в село Палойоки в община Нурмиярви, Финландия, в семейството на шивача Ерик Стенвал. Има трима братя и сестра, която умира рано. Като отличен ученик на 12 години заминава да учи в Хелзинки. От 1857 г. следва литература в Хелзинкския университет и развива привързаност към театъра.
През 1860 г. печели конкурс на Финландското литературно дружество с пиесата си „Kullervo“, която е по тема от финландската национална епопея „Калевала“. Като студент се сприятелява с журналиста Йохан Снелман, поета Фредрик Цигнай и фолклориста Елиас Льонрот.
От 1863 г. се посвещава на писателската си кариера. Автор е на 12 пиеси и сборник с поезия. През 1865 г. печели държавна награда с пиесата си „Nummisuutarit“.
След 10-годишна работа, през 1870 г. е издаден емблематичният му роман „Седмината братя“. Първоначално критиката не го одобрява, заради реализма в него във време, когато романтизмът е водещо направление в литературата. Признанието идва по-късно и книгата е нареждана сред първите на съвременната финландска литература.
През 1870 г. здравето му се влошава поради алкохолизъм, депресия и заболяване от тиф. През 1871 г. е приет на лечение в клиника, а после в психиатрична болница.
Алексис Стенвал умира на 31 декември 1872 г. в Тусула, Финландия.
През 1939 г. в негова чест е поставена бронзова статуя пред Финландския национален театър. През 1947 г. родната му къща е превърната в музей. През 2002 г. за него е направен биографичният филм „Aleksis Kiven elämä“ (Животът на Алексис Киви).

## Произведения

### Самостоятелни романи
- Seitsemän veljestä (1870)
Седмината братя, изд.: „Народна култура“, София (1987), изд.: Делакорт, София (2006), прев. Максим Стоев

### Пиеси
- Kullervo (1864)
- Lea (1869)
- Nummisuutarit (1864)
- Karkurit (1865)
- Kihlaus (1866)
- Olviretki Schleusingenissa (1866)
- Yö ja päivä (1866)
- Leo ja Liina (1867)
- Canzio (1868)
- Margareta (julkaistiin 1871)
- Selman juonet ()

### Екранизации
- 1920 Kihlaus
- 1922 Kihlaus
- 1923 Селските обущари
- 1938 Nummisuutarit
- 1939 Seitsemän veljestä
- 1955 Kihlaus
- 1957 Nummisuutarit
- 1958 Lea – тв филм, по „Lea“
- 1960 – 1961 Seitsemän veljestä – тв сериал по „Seitsemän veljestä“, 3 епизода
- 1961 Kihlaus – тв филм
- 1966 Kihlaus – тв филм по „Kihlaus“
- 1967 Puolimatkan krouvi – тв филм по „Nummisuutarit“
- 1967 Olviretki Schleusingenissa – тв филм
- 1967 Eskon häämatka – тв филм
- 1967 Yö ja päivä – тв филм по „Yö ja päivä“
- 1971 Koto ja kahleet – тв филм
- 1976 Seitsemän veljestä – тв филм
- 1979 Seitsemän veljestä
- 1984 Selman juonet – тв филм
- 1984 Päivää, herra Kivi – по „Yö ja päivä“
- 1989 Seitsemän veljestä – тв минисериал, 3 епизода
- 2004 Seitsemän veljestä – тв филм
- 2011 Les sept frères (фр. „Седмината братя“)